# Trận chiến đảo Saipan
Trận Saipan thuộc mặt trận Chiến tranh Thái Bình Dương của Chiến tranh thế giới thứ hai, diễn ra trên đảo Saipan thuộc quần đảo Mariana ngày 15 tháng 6 năm 1944 – 9 tháng 7 năm 1944. Tại đây, các sư đoàn Thủy quân lục chiến số 2 và Thủy quân lục chiến số 4 cùng sư đoàn Bộ binh số 27 của Mỹ do Trung tướng Holland Smith chỉ huy đã đánh bại sư đoàn số 43 thuộc quân đội Đế quốc Nhật Bản của Trung tướng Yoshitsugu Saito.

## Bối cảnh

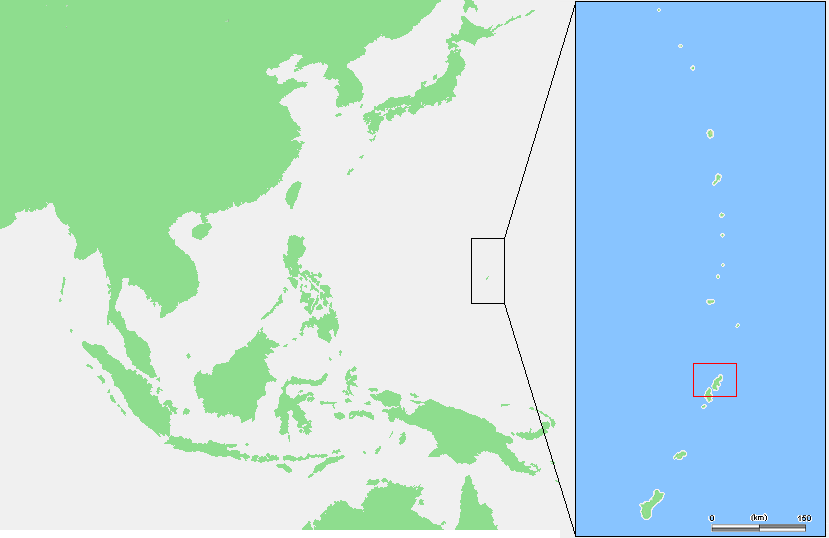
Vị trí đảo Saipan trên chiến trường Thái Bình Dương

Trong những chiến dịch năm 1943 và nửa đầu 1944, quân Đồng minh đã chiếm được các quần đảo Solomon, quần đảo Gilbert cũng như quần đảo Marshall và bán đảo Papua thuộc New Guinea. Điều này đã tạo điều kiện cho quân Đồng minh tiếp tục đánh chiếm các phòng tuyến chính của quân Nhật: các quần đảo Caroline, Palau và Mariana (bị chiếm đóng bởi người Nhật từ cuối Chiến tranh thế giới thứ nhất) vốn được phòng thủ rất nghiêm ngặt.
Quân đồng minh đã tiến hành hai chiến dịch để bẻ gãy phòng tuyến này: Thứ nhất, các lực lượng Tây Nam Thái Bình Dương của tướng Douglas MacArthur tiến về Philippines qua đường New Guinea và đảo Morotai. Thứ hai, đội quân Trung tâm Thái Bình Dương của Đô đốc Chester Nimitz tấn công quần đảo Mariana. Việc chọn mục tiêu là quần đảo Mariana bắt nguồn từ việc ra mắt loại máy bay ném bom tầm xa mới B-29 Superfortress. Nếu Mariana nằm trong tay quân Đồng minh, Tokyo sẽ là mục tiêu lý tưởng nằm trong tầm hoạt động 1.500 dặm (2.400 km) của loại máy bay này.
Người Nhật đã sẵn sàng chờ đợi một cuộc tấn công vào nơi nào đó trên vành đai phòng thủ của họ, mặc dù một cuộc tấn công vào quần đảo Caroline được xem là có khả năng xảy ra nhất. Để tăng cường tiếp tế cho các đơi vị đồn trú trên các đảo, họ cần những lực lượng hải quân, không quân mạnh hơn. Vì thế, chiến dịch A-Go, một cuộc tấn công bằng hàng không mẫu hạm, đã được chuẩn bị cho tháng 6 năm 1944.

## Trận chiến

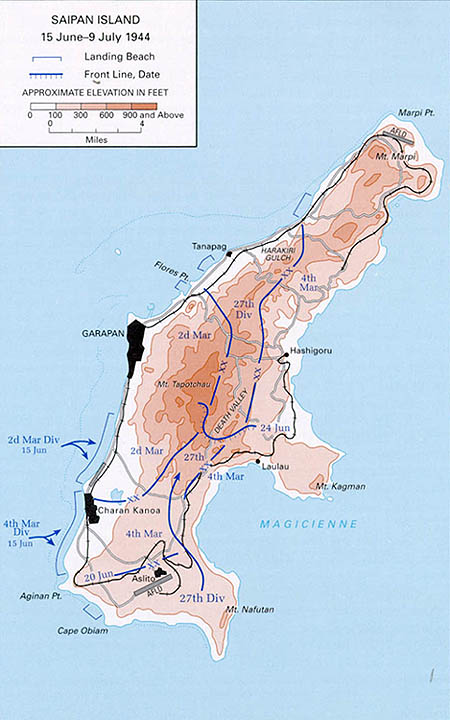
Bản đồ trận Saipan

Các cuộc oanh tạc và bắn phá hòn đảo bắt đầu ngày 13 tháng 6 năm 1944. 15 chiến hạm được điều động, 165.000 quả đạn pháo được bắn ra.
Cuộc đổ bộ bắt đầu lúc 7 giờ ngày 15 tháng 6 năm 1944. 8.000 lính thủy quân lục chiến trên hơn 300 tàu đổ bộ đổ bộ xuống bờ biển phía tây đảo Saipan vào khoảng 9 giờ. Các đơn vị pháo binh của Nhật chuẩn bị rất cẩn thận: họ đặt những lá cờ trên vịnh để xác định tầm bắn. Điều này cho phép họ phá hủy khoảng 20 xe lội nước và xe bọc thép, gây ra hơn 400 thương vong cho quân Mỹ. Nhưng khi trời sẩm tối, các đơn vị của hai sư đoàn lính thủy đánh bộ số 2 và số 4 đã đổ bộ trên một khu vực rộng gần 10 km và sâu 1 km vào trong đất liền. Khi trời đã tối, quân Nhật huy động một lực lượng lớn có xe tăng yểm trợ lập tức phản công, nhưng cuộc tấn công đã bị đẩy lùi với thương vong nặng nề. Ngày 16 tháng 6, sư đoàn bộ binh số 27 quân đội Hoa Kỳ đổ bộ và tiến về sân bay Aslito, quân Nhật một lần nữa lại tổ chức đánh trả trong đêm. Đến ngày 18 tháng 6, tướng Saito buộc phải bỏ sân bay Aslito sau khi mất hàng ngàn binh sĩ trong khi lực lượng bảo vệ hòn đảo chỉ có hơn 30.000 người.
Cuộc tấn công hoàn toàn làm bất ngờ quân Nhật, vốn đang chờ đợi một cuộc công kích ở hướng nam. Đô đốc Toyada Soemu, tổng tư lệnh Hải quân Nhật, nhận ra đây là thời cơ để sử dụng lực lượng A-Go để tấn công Hải quân Mỹ quanh đảo Saipan. Nhưng kết quả của Trận chiến biển Philippines là một thảm họa đối với Hải quân Đế quốc Nhật, họ mất 3 tàu sân bay và 450 máy bay, hạm đội cơ động Nhật mất gần như toàn bộ số máy bay cần thiết cho trận đánh. Không còn hy vọng cho phe phòng thủ trên đảo Saipan.
Không có tiếp viện, tình hình trên đảo trở nên vô vọng, nhưng người Nhật quyết chiến đấu cho đến người cuối cùng. Saito tổ chức binh lính của ông thành những hàng, bám trụ vào núi Tapotchau trong địa hình đồi núi có thể phòng thủ ở trung tâm đảo Saipan, khi quân Mỹ đến gần thì lính Nhật nấp trong các giao thông hào dùng súng trường, súng máy và súng cối bắn trả dữ dội. Những biệt danh mà lính Mỹ đặt cho các trận chiến-"Hell's Pocket" (Túi địa ngục), "Purple Heart Ridge" (Dãy đồi Trái tim tía) và "Death's Valley" (Thung lũng chết chóc) - đã cho thấy tính khốc liệt của chúng. Quân Nhật sử dụng các hang động trong địa hình núi lửa để cản trở quân Mỹ bằng cách ngày nấp trong hang và dùng pháo binh, súng máy bắn vào quân Mỹ đang co cụm, đêm xông ra phá vòng vây bằng những cuộc đột kích bí mật vào các hố cá nhân. Người Mỹ dần dần mở các chiến dịch nhằm "dọn dẹp" các hang động này bằng cách sử dụng những đội lính súng phun lửa hỗ trợ bởi pháo binh và súng máy. Quân Nhật bảo vệ từng tấc đất ở Saipan với tinh thần quyết tử, lần đầu tiên lính thủy da trắng và da đen cùng chiến đấu để đẩy quân thù ra khỏi địa hình núi non, cuộc chiến diễn ra ác liệt và đẫm máu nên quân Mỹ phải tiến từng bước một. Trung bình mỗi ngày hai bên liên tục tấn công và phản kích lẫn nhau cả chục lần, tổn thất mỗi ngày một tăng nghiêng về phía Nhật, đây là lần thứ 2 sau trận Tarawa người Mỹ đối đầu với kẻ thù thà chết chứ không chịu từ bỏ một thước đất trên hòn đảo vốn đã bị bom đạn tàn phá, cày xới liên tục.
Tuy nhiên, chiến dịch bị phá hỏng bởi những cuộc tranh cãi, mâu thuẫn nội bộ khi Tướng Thủy quân lục chiến Holland "Howling Mad" Smith tỏ ra không hài lòng với những gì mà Sư đoàn bộ binh số 27 đã thể hiện trên chiến trường.
Trong trận chiến trên đảo Saipan, những người đọc mã Navajo đóng một vai trò then chốt trong việc chỉ dẫn cho pháo hạm hải quân bắn vào các vị trí phòng ngự của quân Nhật.

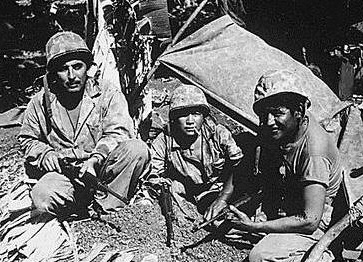
Những binh sĩ đọc mã Navajo ở Saipan.

Ngày 7 tháng 7, quân Nhật không còn đường lùi. Tướng Yoshitsugu Saito ra lệnh cho những người lính lành lặn còn lại của ông, khoảng 3.000 người tự sát, sau đó ông cũng tự vẫn. Hàng trăm thường dân Nhật cũng tự sát trong những ngày cuối của trận chiến. Trong đó, một số nhảy xuống từ "Suicide Cliff" (Vực đá tự sát) và "Banzai Cliff" (Vực đá vạn tuế). Những nỗ lực của lính Mỹ nhằm thuyết phục họ đầu hàng thay vì tự sát đa số không có hiệu quả. Như vậy, sau 3 tuần chiến đấu căng thẳng, thủy quân lục chiến Hoa Kỳ đã giành quyền kiểm soát hòn đảo.

### Guy Gabaldon
Binh nhất Guy Gabaldon, một lính Mỹ gốc México quê Los Angeles, California, được chính thức công nhận về việc bắt giữ khoảng 1.000 tù binh Nhật trong suốt trận chiến. Binh nhất Gabaldon, vốn được nuôi dưỡng bởi những người Mỹ gốc Nhật, đã sử dụng vốn tiếng Nhật và mưu mẹo của mình để để thuyết phục binh lính và thường dân Nhật rằng lính Mỹ không phải là những kẻ man rợ, và họ sẽ được đối xử tử tế nếu đầu hàng. Để vinh danh lòng dũng cảm của anh, cấp trên đã trao tặng Guy Gabaldon huân chương Ngôi Sao Bạc (Silver Star)-sau này được thăng lên Huân chương Thập tự Hải quân. Chiến công của anh sau này đã được mô tả trong một bộ phim năm 1960 tựa đề Hell to Eternity do Jeffrey Hunter thủ vai chính. 
Suốt cuộc chiến, các chỉ huy đã đề nghị trao tặng binh nhất Guy Gabaldon Huân chương Danh dự vì hành động của anh. Tuy nhiên, phần thưởng lúc đầu của anh chỉ là Ngôi Sao Bạc. Năm 1998, những nỗ lực nhằm giành Huân chương Danh dự cho Guy Gabaldon được khởi xướng. Cho đến nay, nó vẫn còn đang tiếp tục.

## Kết quả
Thất bại của quân Nhật trong trận đánh Saipan đã kéo theo sự sụp đổ của Thủ tướng Nhật Hideki Tojo. Ngay sau khi tin thất trận bay về Tokyo, Tojo rút lui với tư cách là đầu não của quân đội Nhật Bản. Ngày 18 tháng 7 năm 1944, Tojo cùng toàn bộ chính phủ từ chức.
Sau trận chiến, đảo Saipan trở thành một căn cứ quan trọng cho các chiến dịch khác trong quần đảo Mariana, và cuộc tấn công Philippines sau này (tháng 10/1944), quần đảo Ryukyu cũng như chính Nhật Bản.
Đại úy quân Nhật Sakeo Oba không chịu đầu hàng, ẩn trốn trong những ngọn núi cùng 46 binh lính khác, cho đến khi ông phải đầu hàng ngày 1 tháng 12 năm 1945.

## Các bộ phim
Bộ phim Windtalkers năm 2002 đã mô tả lại trận đánh. Tuy nhiên, các cảnh về đảo Saipan lại được quay ở Hawaii và miền nam California.